# Thracophilus bulgaricus
Thracophilus bulgaricus är en mångfotingart som beskrevs av Karl Wilhelm Verhoeff 1926. Thracophilus bulgaricus ingår i släktet Thracophilus och familjen trädgårdsjordkrypare. Inga underarter finns listade i Catalogue of Life.